# Les Vrais-Faux Simpson
Les Vrais-Faux Simpson (The Simpsons Spin-Off Showcase) est le 24e épisode de la saison 8 de la série télévisée d'animation Les Simpson.

## Synopsis
Au Musée de la télé, Troy McClure présente trois spin-off de l'univers des Simpson :
- Chef Wiggum Détective Privé : Les enquêtes du chef Wiggum et de Skinner à La Nouvelle-Orléans…
- Moe et le testeur d'amour de Grand-Père : Après être mort, Grand-Père Simpson se matérialise dans le testeur d'amour de la taverne de Moe et l'aide à trouver l'âme sœur…
- L'heure du sourire, show de variété de la famille Simpson : Les Simpson présentent un show de variété…

## Guests stars
- Tim Conway